# William Faithorne

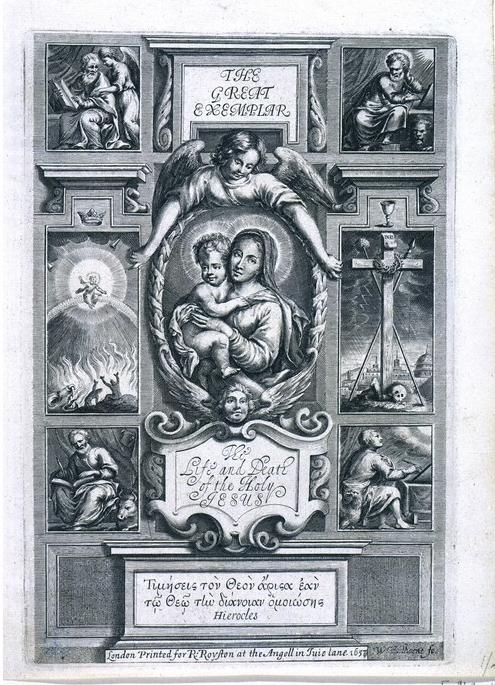
Frontyspis, 1657, Victoria and Albert Museum no. E.949-1960

William Faithorne (ur. 1616 w Londynie, zm. 13 maja 1691 tamże) – angielski sztycharz i rysownik.
W młodości brał udział w angielskiej wojnie domowej po stronie rojalistów i został zmuszony do emigracji. Do 1650 przebywał w Paryżu, gdzie współpracował z Robertem Nanteuilem. Po powrocie do Londynu zdobył uznanie jako twórca rytowanych porterów wielu współczesnych mu osobistości, takich jak Oliver Cromwell, Henry Somerset, John Milton, Katarzyna Bragança, Rupert Reński, kardynał Richelieu, Thomas Fairfax, Thomas Hobbes, Richard Hooker i król Karol I Stuart.
Faithorne rytował też prace innych twórców m.in. Antoona van Dycka, Petera Lely`ego i Gerarda Soesta. Wykonywał również ryciny na podstawie własnych rysunków, które często publikowano w formie frontyspisów. W 1662 wydał The Art of Graveing and Etching.
Syn artysty, również William (1675-1710) był również sztycharzem i wykonywał też mezzotinty.